# Rubner Peak
Der Rubner Peak ist ein etwa 650 m hoher Berg an der Loubet-Küste des Grahamlands im Norden der Antarktischen Halbinsel. Er ist die höchste Erhebung in einem scharfgratigen Gebirgskamm zwischen dem McCance- und dem Widdowson-Gletscher unmittelbar südlich der Darbel Bay.
Luftaufnahmen entstanden zwischen 1956 und 1957 bei der Falkland Islands and Dependencies Aerial Survey Expedition. Das UK Antarctic Place-Names Committee benannte den Berg 1960 nach dem deutschen Physiologen Max Rubner (1854–1932), der sich mit dem menschlichen Bedarf an Nahrungsenergie unter unterschiedlichsten Bedingungen beschäftigt hatte.